# Tranvia Napoli-Aversa/Giugliano
La tranvia Napoli-Aversa/Giugliano fu una linea ferroviaria attivata con trazione a vapore nel 1881 per l'iniziativa di alcuni imprenditori belgi.
Collegamento vitale per la crescita economica delle località attraversate, che già alla fine del diciannovesimo secolo generavano un intenso movimento popolare su Napoli. Nel 1901 la linea venne totalmente rinnovata ed elettrificata a cura della società esercente, nell'ambito di un piano di espansione che portò la Société Anonyme des Tramways Provinciaux (SATP) a gestire una rete di circa 46 km, strutturata su quattro linee.
Il progressivo incremento delle corse e dei passeggeri trasportati si interruppe bruscamente con l'avvento della seconda guerra mondiale, che oltre alle distruzioni di mezzi e impianti portò in seguito un radicale mutamento delle politiche di governo della mobilità, le quali favorirono altri sistemi rispetto a quelli su ferro decidendo la progressiva chiusura degli impianti; il servizio della tranvia cessò definitivamente nel 1959.

## Storia

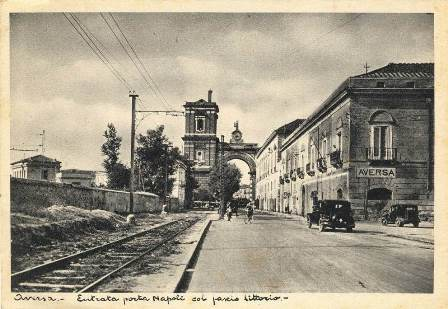
Aversa, Porta Napoli

Già titolare di alcune concessioni ferroviarie e tranviare ottenute dai Comuni dell'area, nonché della tranvia Firenze-Poggio a Caiano, l'imprenditore belga Édouard Otlet promosse la fondazione, avvenuta l'11 giugno 1881, della Société Anonyme des Tramways a vapeur de Naples cui conferì la breve tratta tranviaria da Capodichino ad Afragola, nel frattempo già entrata in esercizio il 22 gennaio 1881.
Il 15 gennaio 1882 il capolinea fu spostato da Capodichino in un'area prossima a piazza Carlo III, adiacente al tiro a segno e, il 6 luglio successivo, venne attivata la diramazione per Aversa.
Ricostituita il 26 novembre 1884 sotto la guida dello stesso Otlet dopo alcune difficoltà di tipo finanziario che avevano interessato la compagine societaria, l'azienda assunse la nuova denominazione di Société Anonyme des Tramways Provinciaux (SATP); la sede rimaneva a Bruxelles e la durata della società era prevista in 30 anni.
Il 12 luglio 1886 venne completato il capolinea definitivo, sotto forma di vera e propria stazione tranviaria, che sorgeva nelle adiacenze di Porta Capuana.
Inizialmente gestita dai soci fondatori, la SATP mutò in seguito più volte la direzione con alterni risultati di bilancio fino al 1899 anno in cui subentrarono nel capitale la Société Financière des transports et d'enterprises industrielles (SOFINA) e la Geselleshaft für Elektrische Unternehsungen, colossi finanziari interessati alla trasformazione a trazione elettrica delle linee gestite, che investirono nell'operazione ingenti capitali. Nel biennio 1897-1898 vennero a tal fine stipulate convenzioni con il Municipio di Napoli e con le province di Napoli e di Terra di Lavoro e fu elaborato un progetto per la realizzazione di una nuova tratta urbana a doppio binario più diretta fra via Frattamaggiore e Capodichino e di un'altra sezione fra le Colonne di Giugliano e Aversa, più diretta rispetto alla digressione per Sant'Antimo.
Con Regio decreto del 12 ottobre 1903 la "Società Anonima dei Tramways provinciali di Napoli", com'era altresì denominata la SATP, fu "autorizzata a costruire e ad esercitare una tramvia a trazione elettrica da Napoli a Capodichino, Arzano, Grumo Novano e S. Antimo, con diramazione da Grumo a Frattamaggiore".
Completamente rinnovata nell'armamento, elettrificata e comprendente le due suddette varianti, la "nuova" linea per Giugliano e Aversa fu inaugurata ufficialmente il 5 maggio 1901, lasciando priva di servizio la località di Sant'Antimo. Allo scopo di ripristinare il collegamento perduto fu dunque predisposto un nuovo progetto, che prevedeva la ricostruzione come tranvia elettrica anche della preesistente deviazione; tale tratta fu inaugurata il 20 dicembre 1902.
Il periodo di espansione della SATP proseguì fino al 1912, anno in cui venne inaugurata la tranvia Aversa-Albanova, quarta e ultima linea sociale; ulteriori piani di rilancio non furono concretizzati a causa delle difficoltà economiche conseguenti alla prima guerra mondiale.
Il periodo fra le due guerre, pur caratterizzato dalle inevitabili difficoltà economiche, fu relativamente tranquillo per la SATP, che intraprese un programma di profondo rinnovamento degli impianti e acquisì nuovo materiale rotabile, avviando la ricostruzione di quello preesistente; l'opera più significativa di tale periodo fu la realizzazione di una rotonda che consentì di razionalizzare le numerose intersezioni presenti a Capodichino. In conseguenza di tali rinnovamenti l'Azienda Trasporti Comunale di Napoli (ATCN) il 31 marzo 1929 acquisì l'esercizio delle sole Tranvie del Nord, mentre fu mantenuta l'indipendenza delle linee SATP.
La seconda guerra mondiale fu, per la SATP, la causa di perdite economiche tali da causarne il rapido declino. I bombardamenti che si erano intensificati nel 1943 causarono la perdita di 29 motrici, 37 rimorchiate e al danneggiamento di altri rotabili, edifici e impianti. L'esercizio sull'intera rete cessò per essere gradualmente riattivato solo alla fine del 1944; il materiale rotabile venne gradualmente ricostruito assumendo altresì una nuova numerazione.
I risarcimenti di guerra, nonostante un lungo contenzioso con lo Stato, risultarono infine risibili tanto da indurre la stessa SATP a rinunciare alla propria attività in favore del Comune di Napoli; quest'ultimo, retto in quegli anni da Achille Lauro, provvedette al noleggio alla società "belga" di sette vetture urbane da parte dell'ATAN, pur in un quadro di generale sfavore verso i sistemi tranviari.
Il 27 gennaio 1957 si costituì a Napoli la società Tranvie Provinciali di Napoli (TPN), cui la SATP trasferì l'intero patrimonio e le concessioni di esercizio delle proprie linee. La nuova azienda avviò un piano di graduale sostituzione dei servizi tranviari con autolinee e filovie, avvalendosi in tal senso dei contributi economici resi disponibili dalla legge n. 1221 del 2 agosto 1952. Tale piano fu in seguito approvato con Decreto ministeriale n. 3158 del 9 dicembre 1959.
L'esercizio della tranvia Napoli-Aversa cessò il 5 agosto 1959.

## Caratteristiche tecniche
| Unknown route-map component "uexCONTgq" | Unknown route-map component "uexBHFq" | Unknown route-map component "uexSTR+r" | Unknown route-map component "tKBHFa" |  |

| Unknown route-map component "exCONTgq" | Unknown route-map component "exSTR+r" | Unused straight waterway | Unknown route-map component "tSTR" |  |

|  | Unknown route-map component "exBHF" | Unused straight waterway | Unknown route-map component "tSTR" |  |

| Unknown route-map component "exSTR+l" | Unknown route-map component "exSTRr" | Unused straight waterway | Unknown route-map component "tBHF" |  |

| Unknown route-map component "exCONTf" | Unknown route-map component "tSTR+l" | Unknown route-map component "uxmKRZt" | Unknown route-map component "tSTRr" |  |

|  | Unknown route-map component "tSTR" | Unknown route-map component "uexABZgl" | Unused transverse waterway | Unknown route-map component "uexSTR+r" |

|  | Unknown route-map component "tSTR" | Unused straight waterway |  | Unknown route-map component "uexBHF" |

| Unknown route-map component "uexKBHFaq" | Unknown route-map component "emtKRZ" | Unknown route-map component "uexABZg+lr" | Unknown route-map component "uexBHFq" | Unknown route-map component "uexSTRr" |

| Unknown route-map component "tBHF" | Unknown route-map component "uexBHF" |  |

| Unknown route-map component "etDST" | Unknown route-map component "uexBHF" |  |

|  | Unknown route-map component "tCONTf" | Unused straight waterway |  |  |

|  |  | Unknown route-map component "uexBHF" |

|  |  | Unknown route-map component "uexBHF" |

| Unknown route-map component "exCONTgq" | Unknown route-map component "exSTR+r" | Unused straight waterway |  |  |

|  | Unknown route-map component "exBHF" | Unknown route-map component "uexBHF" |  |  |

| Unknown route-map component "uexSTR+l" | Unknown route-map component "exmKRZ" | Unknown route-map component "uexTBHFx" | Unknown route-map component "uexCONTfq" |  |

| Unused straight waterway | Unknown route-map component "exSTR" | Unknown route-map component "uexABZg+l" | Unknown route-map component "uexKDSTeq" |  |

| Unused straight waterway | Unknown route-map component "exSTR" | Unknown route-map component "uexBHF" |  |  |

| Unused straight waterway | Unknown route-map component "exSTR" | Unknown route-map component "uexBHF" |  |  |

| Unknown route-map component "uexABZg+l" | Unknown route-map component "exmKRZ" | Unknown route-map component "uexSTRr" |  |  |

| Unknown route-map component "uexBHF" | Unknown route-map component "exSTR" |  |  |  |

| Unknown route-map component "uexmKRZ" | Unknown route-map component "exSTRr" |  |  |  |

| Unknown route-map component "uexBHF" |

| Unused straight waterway | Unknown route-map component "exSTR+l" | Unknown route-map component "exCONTfq" |  |  |

| Unused straight waterway | Unknown route-map component "exKBHFe" |  |  |  |

| Unknown route-map component "uexKBHFe" |

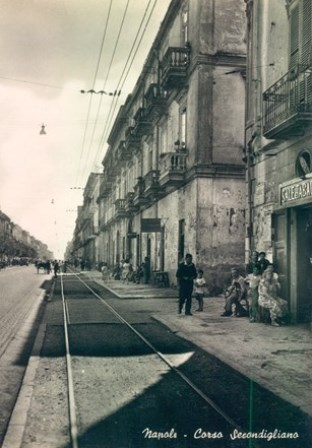
Napoli, corso Secondigliano

La linea, che prima della realizzazione del capolinea definitivo di Porta Capuana risultava lunga circa 13 chilometri, possedeva 2,35 km in sede propria e per il resto sfruttava la viabilità preesistente con binari a raso o su banchina rialzata che la separava dal restante traffico stradale. Con il prolungamento urbano la lunghezza complessiva raggiunse i 13,8 km.
La pendenza massima, del 48 per mille, era raggiunta solamente nel tratto fra Porta Capuana e Capodichino, comune alla linea per Caivano. Il raggio delle curve risultava non inferiore a 21,5 metri. Lo scartamento adottato era quello standard di 1.445 mm, realizzato originariamente con rotaie Demerbe da 28 kg/m, rotaie Hartwich da 42 kg/m e rotiaie Vignoles da 22 kg/m. Durante gli ammodernamenti successivi, soprattutto durante la trasformazione a trazione elettriche, tutto l'armamento fu gradualmente sostituito con l'introduzione di rotaie a gola di tipo Phoenix nelle tratta a piano strada. Parallelamente al binario tranviario era posta in opera una linea telegrafica.
Il deposito principale della linea sorgeva a Capodichino, lungo la strada provinciale detta "del Campo di Marte", coadiuvato da altro impianto analogo realizzato fra Casoria e Afragola, lungo quella che poi divenne la strada statale 87, a servizio della linea per Caivano.
La sottostazione elettrica della Napoli-Aversa sorgeva presso le Colonne di Giugliano. La linea aerea di alimentazione fu realizzata, come il resto degli impianti, dalla Union Elektricitäts Geselleshaft, una controllata della Thomson-Houston ed era caratterizzata dalla presenza del doppio conduttore.

### Percorso
La stazione di Napoli, che sorgeva inizialmente presso il Tiro a Segno, venne provvisoriamente spostata in via Arenaccia per essere poi definitivamente allocata in un'area di forma trapezoidale adiacente alla Porta Capuana, compresa fra questa e la stazione terminale della ferrovia Napoli-Nola-Baiano.
Da qui il binario proseguiva lungo vico Casanova servendo appunto via Arenaccia in corrispondenza della cosiddetta "Imbrecciata di San Francesco", così chiamata perché dotata di pavimentazione, per poi, oltrepassato una prima volta il tracciato della ferrovia Alifana, aggiungere Capodichino; qui, distaccatasi dalla linea per Caivano, la  tranvia proseguiva sull'asse di via Campo di Marte percorrendo il Corso Secondigliano, attraversava gli abitati di Secondigliano e Melito di Napoli fino alle cosiddette Colonne di Giugliano, ove si incontrava la diramazione per Giugliano.
Attraversato il quadrivio di Giugliano si imboccava la provinciale per Casandrino fino alla strada comunale per Sant'Antimo, località che veniva raggiunta con un tratto su banchina rilevata; seguivano circa 4 km in sede propria fino ad Aversa, davanti alla porta Napoli; da qui i tram seguivano la viabilità cittadina fino al capolinea posto in piazza Magenta. Alle digressioni per Doganella e Sant'Antimo si aggiunsero nel tempo le due descritte varianti, dal percorso più rettilineo.
La breve diramazione per Giugliano misurava solo 1,381 km e seguiva la strada comunale per mezzo  di una banchina rilevata che si manteneva sul lato sinistro della strada, con la sola eccezione di un tratto in sede propria lungo 60 m. Il capolinea era posto in corrispondenza delle prime case dell'abitato.
Il deposito tranviario di Aversa era, dopo quello di Capodichino, il più grande realizzato dalla SATP. Il solo fabbricato di stazione, che vi sorgeva a fianco e ospitava altresì la sottostazione elettrica di alimentazione, occupava una superficie di 380 metri quadri e sorgeva nell'area compresa fra piazza Sant'Anna, via Starza e via Fuori Sant'Anna.

## Materiale rotabile
L'esercizio a vapore fu garantito dalla presenza di un parco di diciassette locomotive a vapore, a due e a tre assi, di costruzione Krauss.
Accanto alle locomotive, della dotazione d'origine facevano parte diverse carrozze rimorchiate, che nel 1898 risultavano pari a 48 esemplari.
In occasione dell'avvio dei servizi a trazione elettrica furono acquistate in più serie 56 elettromotrici dei costruttori Baume et Marpent, Carrosserie Industrielle, Ditta Preston e Officine Ferroviarie Meridionali, che fecero servizio sia con carrozze riconvertite risalenti al periodo del vapore, sia con rimorchiate di nuova costruzione. Alcuni di tali rotabili, pesantemente danneggiati durante i bombardamenti del 1943, furono in seguito totalmente ricostruiti. Negli ultimi anni di esercizio (a partire dal 1955) la SATP si avvalse inoltre di elettromotrici tranviarie urbane (fino a sette unità) noleggate dall'ATAN di Napoli, impiegate sulla linea per Aversa e per corse urbane tra porta Capuana e piazza Capodichino.
Tutte le elettromotrici videro, negli anni venti, la cassa verniciata nello schema castano e isabella che le accomunava ad altri veicoli interurbani ferrotranviari.